# レイヨニスム

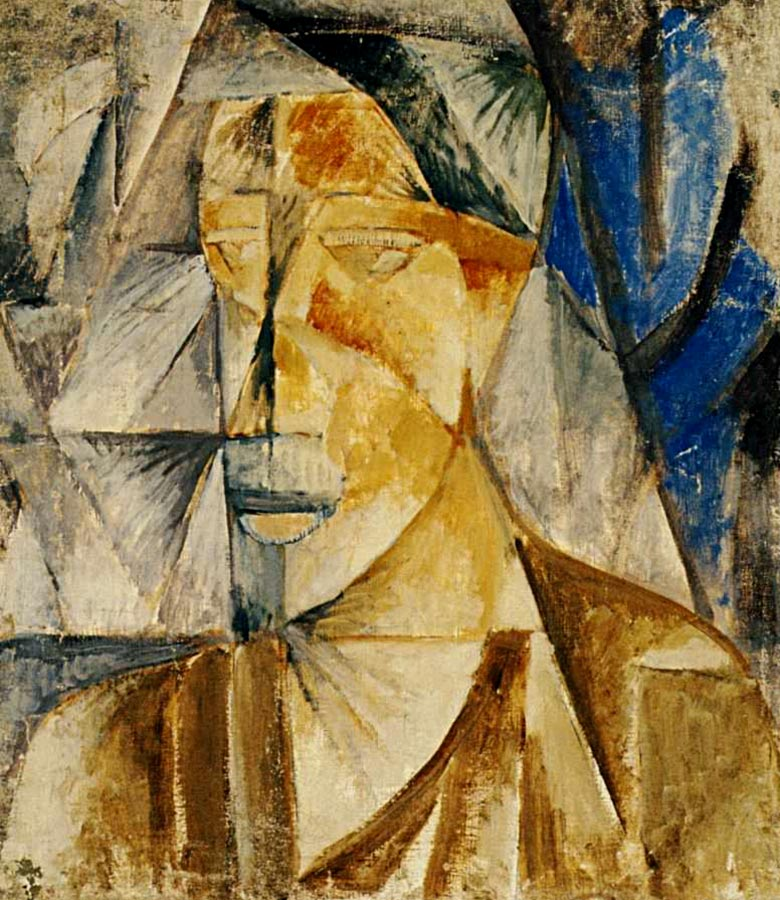
メンバーのミハイル・レ＝ダンチュの作品、『モーリス・ファブリの肖像』(1912)

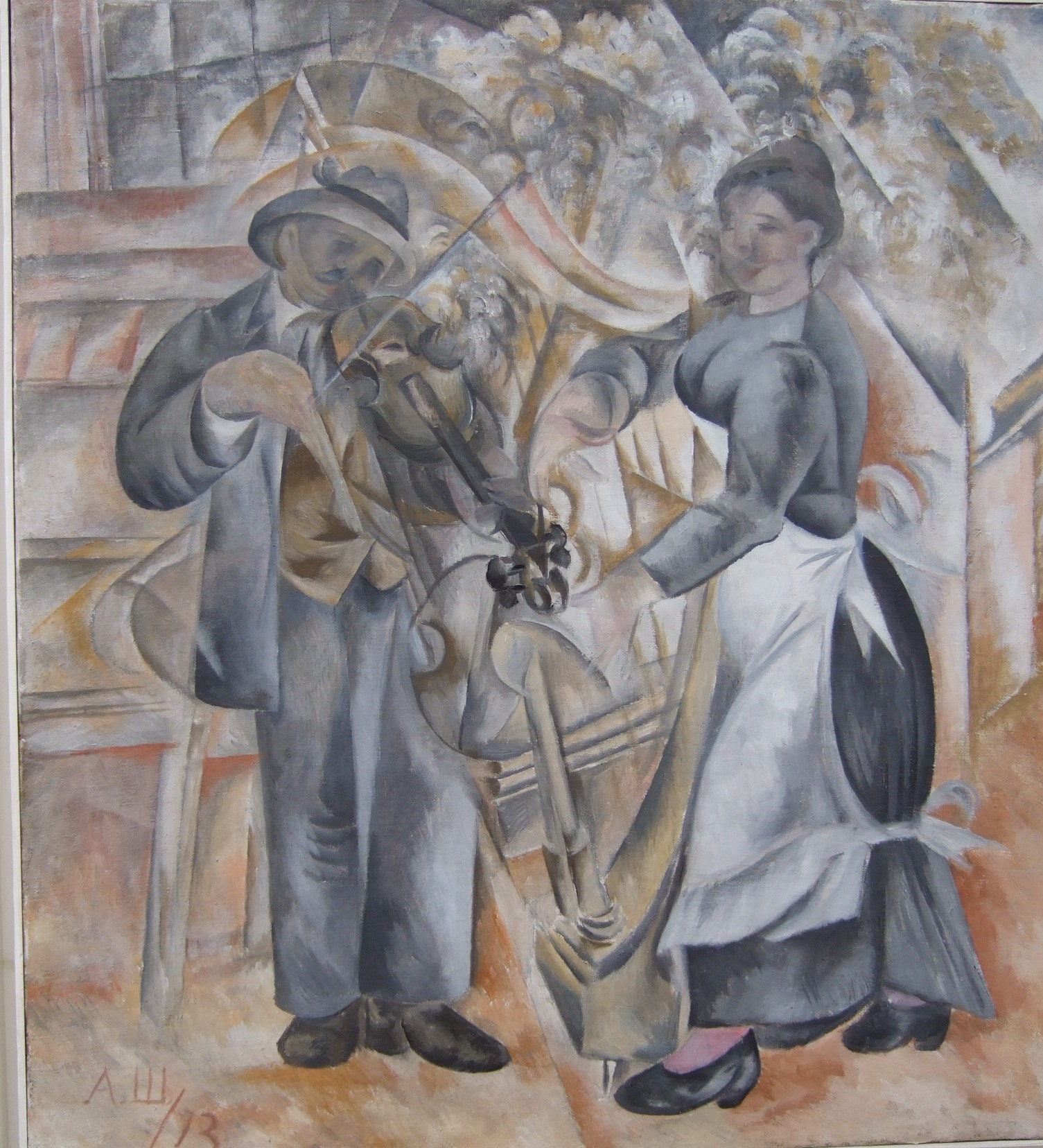
メンバーのアレクサンドル・シェフチェンコの作品『音楽家』(1912)

レイヨニスム（レイヨニズム、仏: rayonnisme, 英: Rayonism, Rayism, 露: лучизм「ルチズム」、ラテンアルファベットでは、luchizm）。日本語に直訳すれば「光線主義」）とは、ロシアのモスクワにおいて1912年-1914年に生じた前衛的な絵画様式の一傾向。
ミハイル・ラリオノフ(未来派）とナタリア・ゴンチャロワによって創設され、名づけられた。
この様式に属する主要な4人のロシア人画家は、
- ミハイル・ラリオノフ（ラリオーノフ） (Michael (Mikhail) Larionov (Михаил Ларионов): 1881年-1964年)
- ナタリア・ゴンチャロワ （ゴンチャローヴァ）(Nathalie (Natalia) Goncharova (Наталия Гoнчapoва): 1881年-1962年)
- ミハイル・レ＝ダンチュ (Michael (Mikhail) Le-Dantiu (Le-Dantigu) (Михаил Васильевич Ле-Дантю): 1891年-1917年)（「Ле Дантю」というハイフンのない書き方をするときもある）
- セルゲイ・ロマノヴィチ (Sergey Romanovich (Сергей Романович): 1894年-1968年)

であり、構成員の
- キリル・ズダネヴィチ (Kiril Zdanevich (Кирилл Михайлович Зданевич): 1892年-1970年 or 1892年-1969年)
- アレクサンドル・シェフチェンコ (Alexandr Shevchenko (Александр Васильевич　Шевченко): 1883年-1948年 or 1882年-1948年)

らなどである。
レイヨニスムの絵画は、キュビスム、未来派、オルフィスムの特徴を受けて、具象もしくは完全なる抽象化の進んだ作品である（作品にも幅がある）。具象も抽象も画面は筆触により光線と呼ばれる斜線が強められている事に特徴がある。時代的には抽象絵画としては、最初期の作品の部類の1つといえる。
ラリオノフは、1913年にモスクワで開かれた「標的」展に際し、「レイヨニスム宣言」を出版している。『レイヨニスムとはキュビズムと未来派とオルフィスムの総合である』と謳ったこのマニフェストは、1909年の未来派「未来主義創造宣言」に倣ったものと思われる。
レイヨニスムは、ラリオノフとゴンチャローワが1914年にロシアを離れることにより終結した。芸術運動としては短命に終わったが、極めて大きな影響を及ぼした。クボ・フトゥリズム、ロシア構成主義、シュプレマティスム等、以降の芸術運動の展開にも影響を与えることになった。